# Rollinsruhe
Rollinsruhe ist ein Wohnplatz der Gemeinde Fehrbellin im Landkreis Ostprignitz-Ruppin im Land Brandenburg.

## Geografische Lage
Der Wohnplatz liegt an der südöstlichen Grenze der Gemarkung und grenzt im Süden an die Stadt Kremmen. Nordwestlich liegt der weitere Fehrbelliner Wohnplatz Kuhhorst. Südlich, nur durch die einzige Zufahrt, den Rollinsruher Weg, voneinander getrennt, befindet sich der Kremmener Wohnplatz Karolinenhof. Der überwiegende Teil der Fläche wird landwirtschaftlich genutzt.

## Geschichte
Das Etablissement Rolliusruh erschien erstmals im Jahr 1841 und bestand aus einer Kolonie, die zum Gut Kuhhorst gehörte. Im Gut und der Kolonie standen zu dieser Zeit neun Wohnhäuser (1840). Der Bestand in Rollinsruhe wuchs bis 1860 auf vier Wohn- und acht Wirtschaftsgebäude an, in denen 33 Personen lebten (1858). Die Einwohnerzahl ging jedoch auf 15 Personen im Jahr 1925 zurück. Drei Jahre später kam die Kolonie zur seinerzeit noch selbstständigen Gemeinde Deutschhof, die sich 2002 an die neu gegründete Gemeinde Fehrbellin anschloss.